# Necrópolis de La Noria
La necrópolis de la Noria es un yacimiento arqueológico situado en Fuente de Piedra, provincia de Málaga, España. 

## Descripción
Tiene una fase principal fechada en el siglo VI a. C. y consta de estructuras excavadas en la roca que adoptan distintas morfologías, siendo la más frecuente la rectangular. Como hecho singular se presenta la asociación de algunas de estas estructuras con grandes fosos excavados en la roca de tendencia circular. La relevancia de esta disposición viene avalada por la existencia en tales tumbas de ajuares particularmente ricos en los que se documentan tanto elementos de vajilla metálica de carácter ritual, enraizada en ambientes orientalizantes, y objetos de importación.
Aunque no hay evidencias de la existencia de túmulos asociados a estos conjuntos, existen sólidos argumentos de carácter estratigráfico que inducen a pensar que los tuvieron, siendo éste un elemento más que relaciona la necrópolis con las más importantes sepulturas del mundo orientalizante. La asociación de fosos circulares y cámaras sepulcrales con cierre tumular resulta novedosa para las necrópolis orientalizantes e ibéricas, por lo que puede considerarse de singular relevancia y constituye un unicum de la arqueología andaluza.

## Descubrimiento
Esta necrópolis se localizó debido a la construcción de una urbanización en la periferia de la actual población de Fuente de Piedra. La aparición de las estructuras determinó la realización de una serie de actividades arqueológicas que permitieron documentar un yacimiento compuesto de una necrópolis así como un área productiva romana.
La intervención arqueológica realizada, destinada a la valoración de los restos descubiertos y a la delimitación de la necrópolis, ha permitido comprobar el enorme potencial arqueológico del yacimiento, buena parte del cual se encuentra inalterado y constituirá uno de los principales referentes para estudiar la transición hacia la cultura ibérica en el sur peninsular. 

## Periodos de la necrópolis

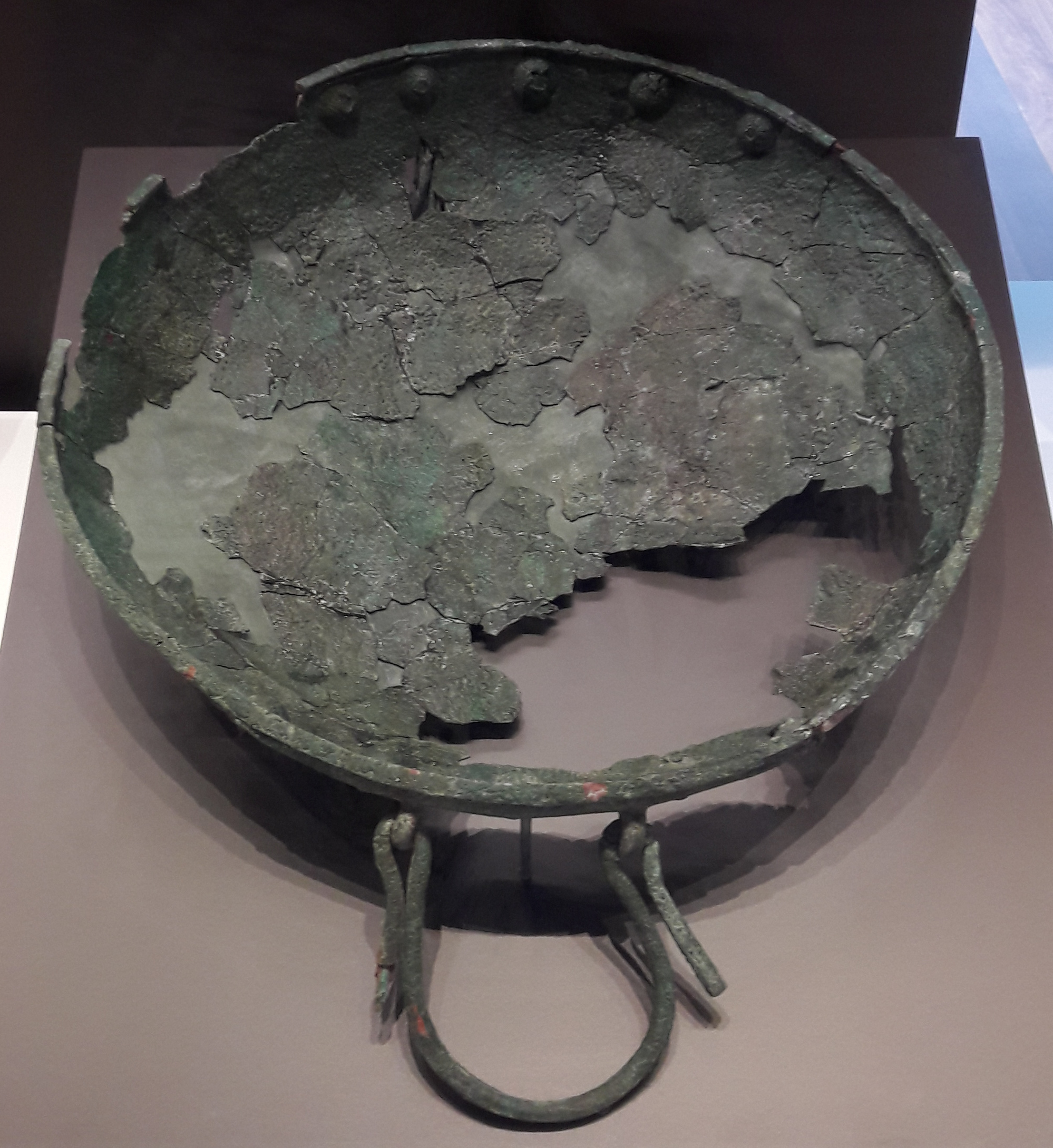
Brasero. Bronce. Procedente de la necrópolis de la Noria, Museo de Málaga.

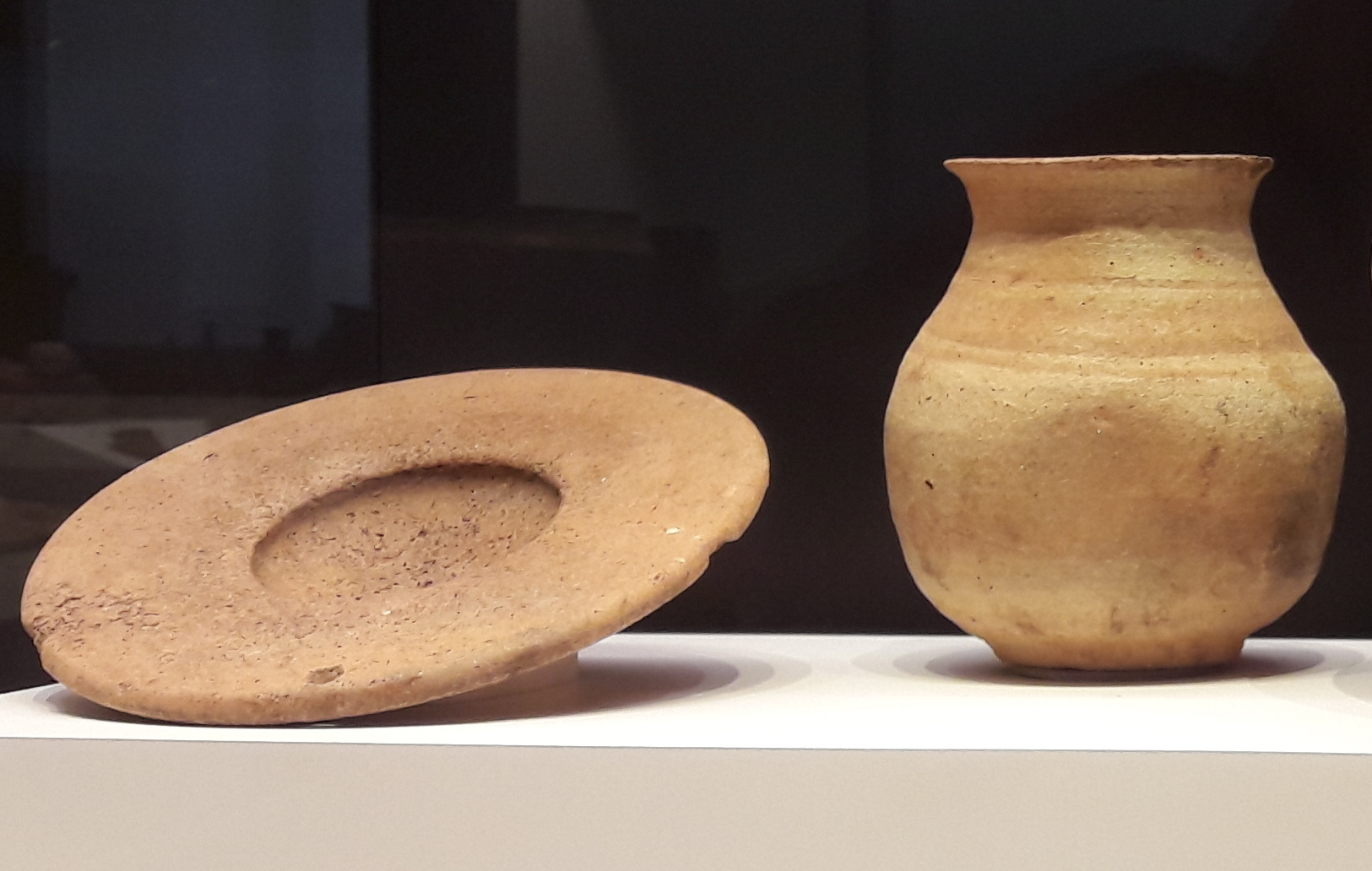
Vaso cerrado y plato. Arcilla. Procedente de la necrópolis de la Noria, Museo de Málaga.

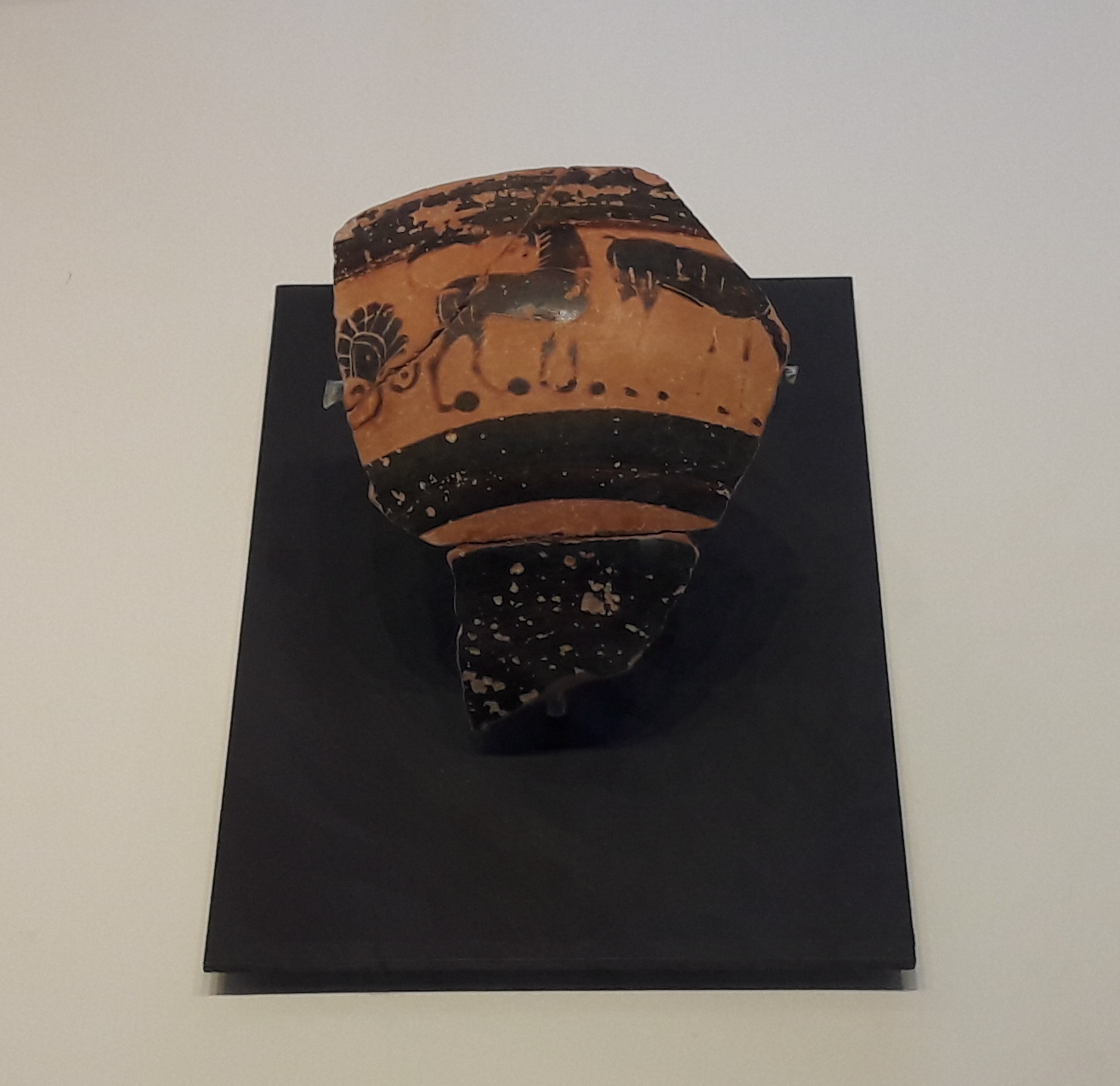
Fragmento de copa de Grecia del Este. Arcilla. Procedente de la necrópolis de la Noria, Museo de Málaga.

El uso funerario de esta necrópolis comprende dos grandes períodos dentro de una banda cronológica amplia. Se pueden establecer matices en la comparación de las diferentes estructuras, a partir de los que se pueden diferenciar hasta seis tipos que atienden a las siguientes variables:
1. La posibilidad de vincular distintos elementos o estructuras en un mismo complejo funerario.
2. Las diferencias de tamaño y la mayor o menor complejidad en la morfología de cada estructura.
3. El contenido.

### Período protohistórico
El primer momento y más importante lo constituyen las tumbas de incineración pertenecientes a las fases iniciales de la Edad del Hierro.
Tipo 1: Se trata de fosas rectangulares de gran tamaño que, en algún caso, presenta un resalte o escalonamiento interior que reduce sus dimensiones hacia el fondo. Los trabajos realizados han permitido detectar cinco tumbas.
En líneas generales se trata de estructuras de 2,5 metros de largo por 1,5 de ancho y más de un metro de profundidad, que se encuentran excavadas en el sustrato geológico. Todas ellas se orientan longitudinalmente en sentido este-oeste. Solamente tres se hallan intactas, evidenciando el resto alteraciones.
En todos los casos se han documentado ajuares que comprenden tanto objetos de cerámica como de metal. Por citar algunos conjuntos, en una de las tumbas apareció un vaso con decoración de bandas rojas, tres cuencos de pasta gris de diferentes tamaños, un brasero de bronce con asas curvas y fragmentos de vástagos de hierro. En otra de ellas se registraron dos cuencos relativamente pequeños, uno de ellos de barniz negro, así como dos cuencos de mayor tamaño y una jarrita con decoración de bandas rojas y negras, junto a trazos rojos. Mientras que en otra de las tumbas el ajuar se compone de una jarra con decoración de bandas rojas, similar a algunas de las obtenidas en el yacimiento de Cruz del Negro, un plato de pasta gris, un brasero de bronce con asas y remaches y, por último, un jarro de bronce.
En este tipo de sepulturas se ha documentado un nivel deposicional de tierra sobre el que se deposita el ajuar, localizado en la base de un estrato de carbones de bastante potencia. Esto, unido al hecho de que las paredes de las fosas presenten evidencias claras de rubefacción, avala la teoría de que se trata de incineraciones de carácter primario, en las que la cremación se realiza in situ (bustum).
Tipo 2: Fosas rectangulares de menor tamaño que las anteriores, con presencia de carbones y marcas de combustión. Todas ellas presentan una orientación este-oeste y unas medidas aproximadas de 1,50-1,70 metros de longitud por 0,50-0,70 metros de ancho y una profundidad que oscila entre 0,5 y 1 metro. Se han documentado cuatro sepulturas de estas características en el yacimiento, que cuentan con un contenido más modesto. Una de ellas albergaba una urna y un cuenco de pasta gris, mientras que en las otras tres sepulturas se documentaron fragmentos cerámicos y vástagos de hierro. Por las mismas razones que en el tipo 1 se considera que las incineraciones son primarias (bustum).
Tipo 3: Fosas de tamaños variados con rellenos y presencia de carbones. Las dimensiones oscilan entre más o menos un metro de longitud, 0,3-0,6 m de ancho y profundidades inferiores a 0,2 metros. Su principal característica es la presencia de un único relleno, con presencia de pequeños nódulos de carbón y fragmentos cerámicos.
Se documentan siete contextos de este tipo, aunque sólo en algunas de ellas se presenta material cerámico asociado. Un aspecto a destacar es el de las reducidas dimensiones de estas fosas, similares a algunas de las documentadas en Cerro del Arquitón (Carratraca, Málaga), interpretadas estas últimas como el emplazamiento de la pira, a partir de la presencia de troncos a medio calcinar y fragmentos de hueso. En el caso de la necrópolis de La Noria, la ausencia de este tipo de indicios supone una diferencia significativa que hay que resaltar.
Tipo 6: Fosas irregulares de tamaños diversos. Se han documentado seis fosas que responden a estas características, pero que no presentan homogeneidad en su morfología ni en su orientación. En una de estas fosas, de planta circular, se ha localizado material cerámico, concretamente una urna muy fragmentada con restos de hueso quemado y pequeños carbones.
En cuanto a la organización espacial de la necrópolis, los trabajos realizados han puesto de manifiesto la presencia de fosos de sección en «V» excavados en la roca base, los cuales acotan un espacio circular en cuyo centro se sitúa una estructura funeraria de tipo 1 o de tipo 2. Se aprecian diferentes tamaños, siendo el más grande de unos 15 metros de diámetro, con una potencia máxima documentada de 1,20 metros. Por el momento se han contabilizado siete círculos, detectando mediante el registro arqueológico que algunos fosos no cierran por completo, por lo que queda una especie de acceso. Otro aspecto que llama la atención es la organización de estos fosos que se disponen alrededor de uno de ellos, de mayor tamaño y más prominente, lo que sugiere una posible ordenación de la necrópolis atendiendo a cuestiones de jerarquía social.

### Período romano
Se han documentado dos tipos de enterramientos.
Tipo 4: Sólo se documenta una tumba de esta tipología, de la que no se ha podido concretar más su cronología. Se trata de una sepultura de incineración dotada de estructura de ladrillo y cubierta de tegulae. Su excavación evidenció el colapso de la estructura, albergando en su interior los restos de la cubierta y algunos ladrillos.
Tipo 5: Se corresponde con una inhumación primaria en fosa en la que el cadáver aparece en decúbito supino, conservando sólo el esqueleto postcraneal. En este caso se adscribe a una cronología imperial.
Por otro lado se documenta un espacio productivo agrícola sobre la necrópolis protohistórica mediante la aparición de alineaciones de fosas para el cultivo de la vid, que en principio se remontarían a época romana. Se observan estructuras de planta rectangular excavadas en la roca, que mantienen unas dimensiones más o menos constantes y forman alineaciones paralelas en sentido noroeste-sureste. En total se han excavado un total de 106. Esta fase es por ahora la última detectada del yacimiento, de interés relevante, donde ya se encuentra amortizado parte del espacio funerario.